# Frederic Seebohm, Baron Seebohm
Frederic Seebohm, Baron Seebohm (* 18. Januar 1909 bei Preston, Hertfordshire; † 15. Dezember 1990 bei Sutton Scotney, Hampshire) war ein britischer Bankmanager und Life Peer.
Er nahm unter anderem führende Positionen beim Bankkonzern Barclays ein und engagierte sich in unterschiedlichen gesellschaftlichen Belangen, wobei beides in Beziehung zu Familientraditionen der dem Quäkertum angehörenden Seebohms stand. Der nach ihm benannt Seebohm Report von 1968 hatte großen Einfluss auf eine Neuordnung des Sozialwesens in britischen Kommunen ab 1970.

## Leben

### Familiärer Hintergrund
Frederic Seebohm war ein Sohn von Hugh Exton Seebohm, einem Bankier, und dessen Gattin Leslie Grace, geborene Gribble. Er und sein zweieiiger Zwillingsbruder George wurden auf dem in der Nähe der kleinen Ortschaft Preston in Hertfordshire gelegenen Landsitz Poynders End geboren, den Hugh Seebohm 1903 erworben und ihm eine sogenannte „Hobby Farm“ angegliedert hatte. Frederic und George Seebohm hatten noch einen älteren Bruder und eine jüngere Schwester, Fidelity, die 1932 John David Gathorne-Hardy, 4. Earl of Cranbrook heiratete. Die aus Dorset stammende Mutter starb an einer Ektopie, als Frederic vier Jahre alt war. Familiäre Beziehungen formten frühzeitig die beiden Hauptinteressen seines Lebens aus: Finanzwesen und Engagement in sozialen Belangen.
Die Seebohms waren eine ursprünglich aus Deutschland stammende Familie von Quäkern. Der Urgroßvater Benjamin, ein Wollhändler, war 1814 mit 16 Jahren von der Quäkerkolonie Friedensthal bei Bad Pyrmont nach England gegangen und hatte sich in Bradford in Yorkshire niedergelassen. Sein älterer Sohn Henry Seebohm (1832–1895) wurde Stahlfabrikant und Forschungsreisender; sein jüngerer Sohn Frederic Seebohm (1833–1912) machte sich als autodidaktischer Historiker einen Namen und begründete gleichzeitig die Bankierstradition der Seebohms, als er 1859 in Hitchin in Hertfordshire Partner in der von seinem Schwiegervater gegründeten Bank Sharples & Co. wurde. Die Bank fusionierte 1896 mit mehreren anderen Geldinstituten zu Barclay & Company Limited (ab 1917: Barclays Bank Limited) und der ältere Frederic Seebohm erhielt einen Sitz im Vorstand der neuen Bank. Auch sein Sohn Hugh stieg später in den Vorstand von Barclays auf und war zeitweilig sogar stellvertretender Vorstandschef.
Über die Tochter eines Bruders von Benjamin Seebohm, die 1867 Joseph Rowntree (1836–1925) geheiratet hatte, waren die Seebohms außerdem mit einer der bekanntesten Quäkerfamilien Großbritanniens verwandt. Unter Joseph Rowntree als Mit- und ab 1883 alleinigem Inhaber stieg das von seinem Bruder Henry Isaac (1837–1883) begründete Unternehmen Rowntree’s zu einem führenden Süßwarenhersteller Großbritanniens auf. Joseph und sein Sohn, der Soziologe Benjamin Seebohm Rowntree (1871–1954), überführten später einen Teil des Familienvermögens in mehrere Stiftungen, die nach Joseph benannt sind, eine davon der Joseph Rowntree Memorial Trust (heute: Joseph Rowntree Foundation), der die Erforschung und Entwicklung sozialpolitischer Maßnahmen finanziert.

### Frühe Jahre
Der nach seinem Großvater väterlicherseits benannte Frederic Seebohm besuchte die Dragon School in Oxford und, zusammen mit seinem Zwillingsbruder, die Leighton Park School, ein Quäker-Internat in Reading in Berkshire, bevor er sich im Trinity College der University of Cambridge einschrieb. Dort studierte er Wirtschaftswissenschaft, brach die Ausbildung aber nach dem ersten Teil des Tripos ab, den er mit schlechten Noten („third class“) abgeschlossen hatte, und trat 1929 bei Barclays in Cambridge ein. In den folgenden 28 Jahren diente er vornehmlich als Direktor von Bankfilialen von Barclays, zunächst in Sheffield, wohin er 1932 versetzt worden war. Sheffield konfrontierte ihn mit den Folgen der Weltwirtschaftskrise und er entschloss sich, einen Teil seiner Zeit sozialen Belangen zu widmen. Die erste Funktion, die er in diesem Zusammenhang erfüllte, war die des Schatzmeisters des Sheffield Council of Social Service. Er schloss sich den Freimaurern an, zog sich aber zurück, als er bemerkte, dass Bewerber auf Stellen in seiner Bank ihn mit Freimaurerzeichen zu grüßen begannen.
Im Jahr 1938 trat Seebohm der Territorial Army bei, dem Freiwilligenverband der British Army, und wurde nach Ausbruch des Zweiten Weltkriegs in den Dienst der Royal Artillery gestellt. Auch sein Zwillingsbruder George diente in den Streitkräften. Dies war ein Bruch mit den pazifistischen Traditionen der Quäker, den die Verwandten jedoch akzeptierten. Nach dem Besuch des Staff College in Camberley im Jahr 1944 wurde er mit dem Rang eines Lieutenant-Colonel als General Staff Officer Grade 1 (GSO1) ins Hauptquartier der Alliierten Streitkräfte in London abkommandiert. In dieser Funktion war bei der Durchführung der Operation Overcast beteiligt, dem Versuch, deutsche Wissenschaftler wie Wernher von Braun nach ihrer Festsetzung für alliierte Zwecke zu rekrutieren. Für seine Militärzeit erhielt Seebohm die Territorial Decoration, die für längeren Dienst in der Territorial Army vergeben wurde, sowie 1945 den Bronze Star der US-Streitkräfte.

### Bankier und gesellschaftliches Engagement
Nach Ende des Krieges leitete Seebohm eine Barclays-Filiale in York. Er setzte sein soziales Engagement fort und wurde Schatzmeister der lokalen Family Service Unit, wie privat organisierte Wohlfahrtsorganisationen in Großbritannien in der Nachkriegszeit genannt wurden. Zudem trat er in dieser Zeit dem Joseph Rowntree Memorial Trust bei, der seinen Sitz in York hatte. Im Jahr 1947 wurde er Mitglied des Board of Directors von Barclays Bank Limited und übernahm 1950 die Leitung der Barclays-Filiale in Nottingham. Ab 1951 gehörte er außerdem dem Board of Directors von Barclays Bank (Dominion Colonial and Overseas – DCO) an, einem rechtlich selbständigen Zusammenschluss verschiedener Privatkundenbanken aus ehemaligen britischen Kolonien, sowie ab 1952 dem Board of Directors von Friends’ Provident Life Office, einer Quäker-nahen Organisation, die Lebensversicherungen anbot. Im Jahr 1957 zog Seebohm nach London, wo er nun eine hauptamtliche Führungsposition bei Barclays Bank DCO einnahm. Er stieg 1959 zum stellvertretenden Vorstandschef und 1965 zum Vorstandschef des Verbundes auf. Unter seiner Leitung entwickelte sich Barclays Bank DCO bis 1972 zu einer weltweit operierenden Großbank. Wiederholt musste er in dieser Zeit darum ringen, Vermögenswerte in unabhängig gewordenen Staaten zu retten, in denen die Banken verstaatlicht worden waren. Ab 1968 war Seebohm auch stellvertretender Vorstandschef von Barclays Bank Limited. Zudem fungierte er von 1962 bis 1968 als Vorstandschef von Friends’ Provident Life Office, von 1966 bis 1968 als Präsident des Institute of Bankers und von 1967 bis 1972 als Präsident des Export Guarantees Advisory Council, eines Gremiums, das die Regierung des Vereinigten Königreichs in der Frage der Gewährung von Exportkrediten beriet.
Trotz seiner vielfältigen geschäftlichen Verpflichtungen, die mit Reisen in der ganzen Welt, vor allem aber in Afrika und der Karibik, verknüpft waren, nahm Seebohm sich in diesen Jahren die Zeit, zunehmend im sozialen Bereich und mit staatsbürgerlichem Engagement aktiv zu werden. Von 1965 bis 1968 leitete er einen Ausschuss, der im Auftrag der Regierung die Leistungsfähigkeit sozialer Dienste im kommunalen Bereich untersuchte (Committee on Local Authority and Allied Personal Social Services). Daraus resultierte der 1968 veröffentlichte Seebohm Report, der deutlich seine Handschrift trug und in dem Vorschläge für weitreichende Reformen unterbreitet wurden. Die Kernempfehlung bezog sich auf die Einrichtung von eigenen Abteilungen für sozialen Dienst (social service departments) in den Kommunen, mit denen zuvor auf unterschiedliche Behörden verteilte Aufgaben gebündelt und koordiniert werden sollten. Dies und andere Vorschläge fanden sich in dem zwei Jahre später vom Parlament des Vereinigten Königreichs verabschiedeten Local Authority Social Services Act 1970 wieder. Ab 1966 diente er als Vorsitzender des Joseph Rowntree Memorial Trust und hatte diese Funktion bis 1981 inne. Zudem war er zeitweise Präsident von Age Concern, einer Wohlfahrtsorganisation für ältere Menschen, und des National Institute for Social Work.
Im Jahr 1970 wurde Seebohm in den Ritterstand und 1972 als Baron Seebohm of Hertford in the County of Hertfordshire zum Life Peer erhoben. Im House of Lords gehörte er keiner Gruppierung an und sprach hauptsächlich zu Themen, die seine beiden Hauptinteressen berührten, das Finanzwesen und die Sozialpolitik. 1970 erhielt Seebohm auch einen Ehrendoktor der University of Nottingham, dem 1976 ein Ehrendoktor der Aston University folgte.
Seebohm schied 1972 als Vorstandschef bei Barclays Bank International (wie Barclays Bank DCO seit der Übernahme durch Barclays Bank Limited im Vorjahr hieß) aus, blieb aber bis 1974 stellvertretender Vorstandschef von Barclays Bank Limited und gehörte dem Board of Directors des Bankkonzerns noch bis 1979 an. Von 1974 bis 1979 war er auch Vorsitzender von Finance for Industry, einer 1945 gegründeten Arbeitsgemeinschaft britischer Banken zur Investition von Risikokapital in Unternehmen, um so die heimische Industrie zu fördern.
Auch im Bildungswesen engagierte er sich. Von 1970 bis 1983 war er Vorsitzender von London House, einer Stiftung, die Postgraduierten eine Wohnmöglichkeit in London und Stipendien bietet. Ab 1972 gehörte er außerdem den Beiräten der London School of Economics und des Haileybury and Imperial Service College an. Einen neuen Schwerpunkt bei seinen vielfältigen gesellschaftlichen Aktivitäten setzte Baron Seebohm mit der Entwicklungspolitik in seiner Zeit als Vorsitzender des Overseas Development Institute (von 1972 bis 1976) und als Präsident der Royal African Society (von 1973 bis 1984).
Lord Seebohm leitete im Auftrag der Regierung zwei weitere Ausschüsse, der eine zur Untersuchung der Fürsorge bei Angehörigen der Royal Navy (1974) und der andere zur Überprüfung der Arbeit des British Council (1980). Er blieb bis kurz vor seinem Tod aktiv im House of Lords und setzte sich beispielsweise – vergeblich – für Abänderungen beim National Health Service and Community Care Act 1990 ein.

### Privates und Tod
Frederic Seebohm war von 1932 bis zu seinem Tod mit Evangeline, geborene Hurst, verheiratet, der Tochter von Gerald Hurst, einem Kronanwalt und Mitglied des House of Commons. Die beiden hatten einen Sohn und zwei Töchter, eine davon die Schriftstellerin Victoria Glendinning.
Seebohm, der sich vom Quäkertum abgewandt hatte, stellte die Verbindung zur Gesellschaft der Freunde in späteren Lebensjahren wieder her, wobei jedoch, so die Interpretation seines Sohns, die Prinzipien seines Handelns ihn zum Glauben führten, nicht umgekehrt. In seiner Freizeit spielte er bevorzugt Tennis, widmete sich der Gartenarbeit und malte Aquarelle (er war Ehrenmitglied der Royal Society of Painters in Water Colours).
Federic Seebohm, Baron Seebohm starb am 15. Dezember 1990 im Alter von 81 Jahren bei einem Autounfall in der Nähe von Sutton Scotney in Hampshire. Seine Frau Evangeline erlag zwei Wochen darauf den Verletzungen, die sie bei dem Unfall davongetragen hatte. Am 13. März 1991 fand in der St Margaret’s Church in London ein Gedenkgottesdienst für die beiden statt.

## Funktionen und Titel (Auswahl)
Beruflich
- Director, Barclays Bank Limited (1947–1979)
- Director, Barclays Bank DOC/Barclays Bank International (1951–1972)
- Director, Friends’ Provident Life Office (1952–1979)
- Vice Chairman, Barclays Bank DOC (1955–1959)
- Deputy Chairman, Barclays Bank DOC (1959–1965)
- Chairman, Friends’ Provident Life Office (1962–1968)
- Chairman, Barclays Bank DOC/Barclays Bank International (1965–1972)
- President, Institute of Bankers (1966–1968)

Ehrenämter
- Chairman, Committee on Local Authority and Allied Personal Social Services (1965–1968)
- Chairman, Joseph Rowntree Memorial Trust (1966–1981)
- President, Export Guarantees Advisory Council (1967–1972)
- Chairman, London House (1970–1983)
- Governor, London School of Economics (ab 1972)
- Governor, Haileybury and Imperial Service College (ab 1972)
- President, Age Concern
- President, National Institute for Social Work
- Chairman, Overseas Development Institute (1972–1976)
- President, Royal African Society (1973–1984)
- Chairman, Finance for Industry (1974–1979)

## Ehrungen
- Territorial Decoration
- Bronze Star (1945)
- Knight Bachelor (1970)
- Ehrendoktor, University of Nottingham (1970)
- High Sheriff of Hertfordshire (1970–1971)
- Life Peer als Baron Seebohm (1972)
- Ehrendoktor, Aston University (1976)

## Veröffentlichungen
- Implications of the Seebohm report for voluntary organisations. London Council of Social Services, London 1969.
- Seebohm twenty years on. Three stages in the development of the personal social services. Policy Studies Institute, London 1989, ISBN 0-85374-459-9.